# Maria Dolors Aldea i Cabré
Maria Dolors Aldea i Cabré (Tarragona, 1942) és una soprano catalana. Va estudiar cant amb Dolors Frau i piano al Conservatori del Liceu de Barcelona. Més tard, es llicencià Cum Laude al Mozarteum de Salzburg, on es va especialitzar en lied i oratori amb Liselotte Egger i Paul Shilhawsky.
El seu repertori és molt extens i abasta des dels autors barrocs fins a la música contemporània, i l'ha desenvolupat al llarg de la seva dilatada carrera artística a festivals internacionals i escenaris de tot Europa, Amèrica Llatina i Japó. Ha estat un autèntic referent en la interpretació del repertori vocal de cambra, sobretot gràcies al seu Doctorat en Llengua Alemanya per la Universitat de Múnic i al seu treball intens del repertori francès després d'establir contacte amb el llegendari Gérard Souzay, del qual fou professora ajudant en els Cursos Internacionals d'Estiu Niçard.
L'any 1991 va començar a impartir classes al Conservatori de Terrassa. L'any 2000 es va incorporar a l'equip docent de l'Institut del Teatre de Barcelona i actualment és professora de Cant al Conservatori del Liceu. També va ser professora del Conservatori de Tarragona, ha impartit masterclasses a França, Alemanya, Espanya, Xile, Uruguai, Argentina, Colòmbia, Brasil i Japó, i és promotora i professora dels Cursos d'Òpera del Teatre Fortuny de Reus.
Ha realitzat nombrosos enregistraments per a mitjans nacionals (RNE, TV3, Catalunya Ràdio) i internacionals (TE ÖRF d'Àustria, RTF de França).

## Reconeixements
- Premi Mercedes de Bonis (Barcelona)
- Medalla d'Or de Final de Carrera (Conservatori del Liceu, Barcelona)
- Premi a la Millor Soprano Lleugera al Concurs de Cant Francesc Viñas (Barcelona)
- Medalla Bernhard Paumgartner (Salzburg, 1972)